# Idaea flavicincta
Idaea flavicincta là một loài bướm đêm trong họ Geometridae.